# ناديجدا بتروفيتش
ناديجدا بتروفيتش (11/12 أكتوبر 1873 - 3 أبريل 1915) رسامة صربية وواحدة من رائدات التصوير الفوتوغرافي للحرب في المنطقة. تعتبر أشهر فنانة تعبيرية وفوفية (المدرسة الوحشية) في صربيا، وكانت أهم رسامة صربية في تلك الفترة. ولدت بتروفي في بلدة تشاتشاك، وانتقلت إلى بلغراد في شبابها والتحقت بمدرسة التعليم العالي للنساء هناك. تخرجت في عام 1891، ودرّست هناك لفترة بدأت في عام 1893 قبل أن تنتقل إلى ميونيخ للدراسة مع الفنان السلوفيني أنطون أجبي. عرضت أعمالها بين عامي 1901 و 1912، في العديد من المدن في جميع أنحاء أوروبا.
في السنوات الأخيرة من حياتها، لم يكن لدى بتروفيتش سوى القليل من الوقت للرسم ولم تنتج سوى عدد قليل من الأعمال. في عام 1912، تطوعت لتصبح ممرضة بعد اندلاع حروب البلقان. واصلت رعاية الجنود الصرب حتى عام 1913، حيث أصيبت بالتيفوس والكوليرا. حصلت على ميدالية الشجاعة ووسام الصليب الأحمر تقديرًا لجهودها. مع اندلاع الحرب العالمية الأولى تطوعت مرة أخرى لتصبح ممرضة في الجيش الصربي، وتوفيت في النهاية بسبب التيفوس في 3 أبريل 1915.
تشمل أعمالها ما يقرب من 300 لوحة زيت على قماش، وحوالي مائة رسم تقريبي، دراسات ورسومات، بالإضافة إلى العديد من الرسومات بالألوان المائية. تنتمي أعمالها إلى تيارات الانفصال والرمزية والانطباعية والفوفية.

## سيرتها الذاتية
ولدت ناديجدا بتروفيتش في تشاتشاك، إمارة صربيا في 11 أو 12 أكتوبر 1873 لوالديها ديميتري وميليفا بتروفيتش. كان لديها تسعة أشقاء، بمن فيهم راستكو بتروفيتش- الكاتب والدبلوماسي. كانت والدتها ميليفا معلمة في مدرسة وأحد أقارب السياسي الصربي البارز سفيتوزار ميليتيتش. درس والدها الفن والأدب وكان مولعًا بجمع الأعمال الفنية ثم انتقل للعمل جابي ضرائب والكتابة عن الرسم. مرض في أواخر سبعينيات القرن التاسع عشر، مما أجبر الأسرة على الانتقال إلى بلدة كارانوفاتش (كرالييفو حاليًا) قبل انتقالهم في نهاية المطاف إلى بلغراد في عام 1884. دمر لوفتفافه المنزل الذي كانوا يعيشون فيه لاحقًا خلال الحرب العالمية الثانية. بعد أن ظهرت عليها علامات بأنها فنانة موهوبة، أرشد بتروفيتش لاحقًا جورج كرستيك والتحقت بمدرسة النساء للتعليم العالي، حيث تخرجت منها في عام 1891.
في عام 1893، أصبحت معلمة فنون في المدرسة ودرست لاحقًا في جامعة النساء في بلغراد. بعد ذلك، حصلت على راتب من وزارة التعليم الصربية لدراسة الفن في مدرسة أنطون أجيبه الخاصة في ميونيخ. تعرفت عنا على الرسامين ريهارد ياكوبيتش، وإيفان غروهار، وماتيا ياما، ميلان ميلونافيتش، وكوستا ميليسيفيتش، وبوريفوي ستيفانوفيتش. التقت أيضًا برواد الفن الحديث مثل فاسيلي كاندينسكي، واليكسي فون يالينسكي، ويوليوس إكسترو وبول كلي، وتأثرت بشدة بعملهم. أثناء وجودها في ميونيخ، كانت ترسل بانتظام رسائل إلى والديها في صربيا وتطلب منهم دائمًا أن يرسلوا لها صحفًا وكتبًا توضح بالتفصيل آخر الأحداث في البلاد. أثر تفانيها في أعمالها الفنية على حياتها الشخصية، وفي عام 1898 ألغت خطوبتها من موظف حكومي بعد أن سعت والدة الرجل إلى الحصول على مهر مرتفع بشكل غير مقبول عادت بتروفيتش إلى صربيا في عام 1900 وزارت المتاحف وصالات العرض بانتظام وحضرت الحفلات الموسيقية والعروض المسرحية. كرست أيضًا الكثير من وقتها لتعلم اللغات الأجنبية. أقيم أول معرض فردي لها في بلغراد في نفس العام. ساعدت أيضًا في تنظيم أول معرض فني يوغوسلافي وأول مجموعة فنية يوغوسلافية. في عام 1902، بدأت بتروفيتش التدريس في مدرسة التعليم العالي للنساء. في العام التالي شاركت في تأسيس دائرة الأخوات الصرب، وهي منظمة إنسانية مكرسة لمساعدة ذوي الأصول العرقية الصربية في كوسوفو ومقدونيا اللتان يسيطر عليهما العثمانيون. في عام 1904، عادت بتروفيتش إلى منزل عائلتها في ريسنيك، حيث ركزت على لوحاتها. انتهت من أحد أشهر أعمالها، ريسنيك، أثناء إقامتها هناك. على مدى السنوات العديدة التالية، انخرطت في الأوساط الوطنية الصربية. جمعت مساعدة مادية للفقراء في صربيا القديمة واحتجت على الضم النمساوي المجري للبوسنة والهرسك. في عام 1910، سافرت إلى باريس لزيارة صديقتها النحاتة إيفان ميستروفيتش. بقيت في فرنسا حتى سمعت نبأ وفاة والدها، وعادت إلى صربيا في أبريل 1911. استأنفت عند عودتها، التدريس في مدرسة التعليم العالي للنساء. عرضت أعمالها الفنية كجزء من جناح مملكة صربيا في المعرض الدولي للفنون عام 1911.
في عام 1912، توفيت والدة بيتروفيتش. مع اندلاع حروب البلقان بعد فترة وجيزة، تطوعت بتروفيتش لتصبح ممرضة وحصلت على ميدالية الشجاعة ووسام سانت سافا ووسام الصليب الأحمر تقديرًا لجهودها. واصلت رعاية الجنود الصرب حتى عام 1913، حيث أصيبت بالتيفوس والكوليرا. في السنوات الأخيرة من حياتها، لم يكن لديها سوى القليل من الوقت للرسم ولم تنتج سوى عدد قليل من اللوحات، بما في ذلك التحفة ما بعد الانطباعية مستشفى فالييفو. أشاد البروفيسور أندرو واشتل باللوحة بسبب «ضربات الفرشاة الجريئة والألوان الزاهية» وتصويرها «لسلسلة من الخيم البيضاء مقابل منظر تعبيري، تقريبًا فوفي، من اللون الأخضر والبرتقالي والأحمر». كانت بيتروفيتش في إيطاليا عندما أعلنت النمسا والمجر الحرب على صربيا في يوليو 1914. عادت على الفور إلى بلغراد لمساعدة الجيش الصربي. بعد أن تطوعت للعمل كممرضة في فالييفو، توفيت بسبب حمى التيفوئيد في 3 أبريل 1915 في نفس المستشفى الذي رسمته في لوحتها مستشفى فالييفو.
بعد وفاتها، تم رسم صورتها على الورقة النقدية الصربية 200 دينار. يعد النصب التذكاري لناديجدا بيتروفيتش أحد أقدم مظاهر الفنون الجميلة في المنطقة، وهو مكرس للحفاظ على ذكرى الفنان وأعماله.
وسيتم الاحتفال بمرور 150 عامًا على ولادة ناديجدا بتروفيتش بالتعاون مع منظمة الأمم المتحدة للعلوم والتعليم والثقافة. في الدورة التي عقدت في باريس، اعتمد المجلس التنفيذي لليونسكو توصية المؤتمر العام لتلك المنظمة بشأن احتفالات الذكرى السنوية بربط الاحتفال بالذكرى السنوية الـ 150 لميلاد ناديجدا بتروفيتش بهذه المؤسسة.